# Новосодовий
Новосо́довий — залізничний допоміжний пост Лиманської дирекції Донецької залізниці.
Розташований у промзоні Слов'янська, на сході міста, на лівому березі р. Казенний Торець, за р. Сорищі у мікрорайоні Хімік. Пост розташований на лінії Імені Кожушка О.М. — Електрична між станціями Імені Кожушка О. М. (4 км) та Електрична (11 км).